# Clapper bridge von Bunlahinch

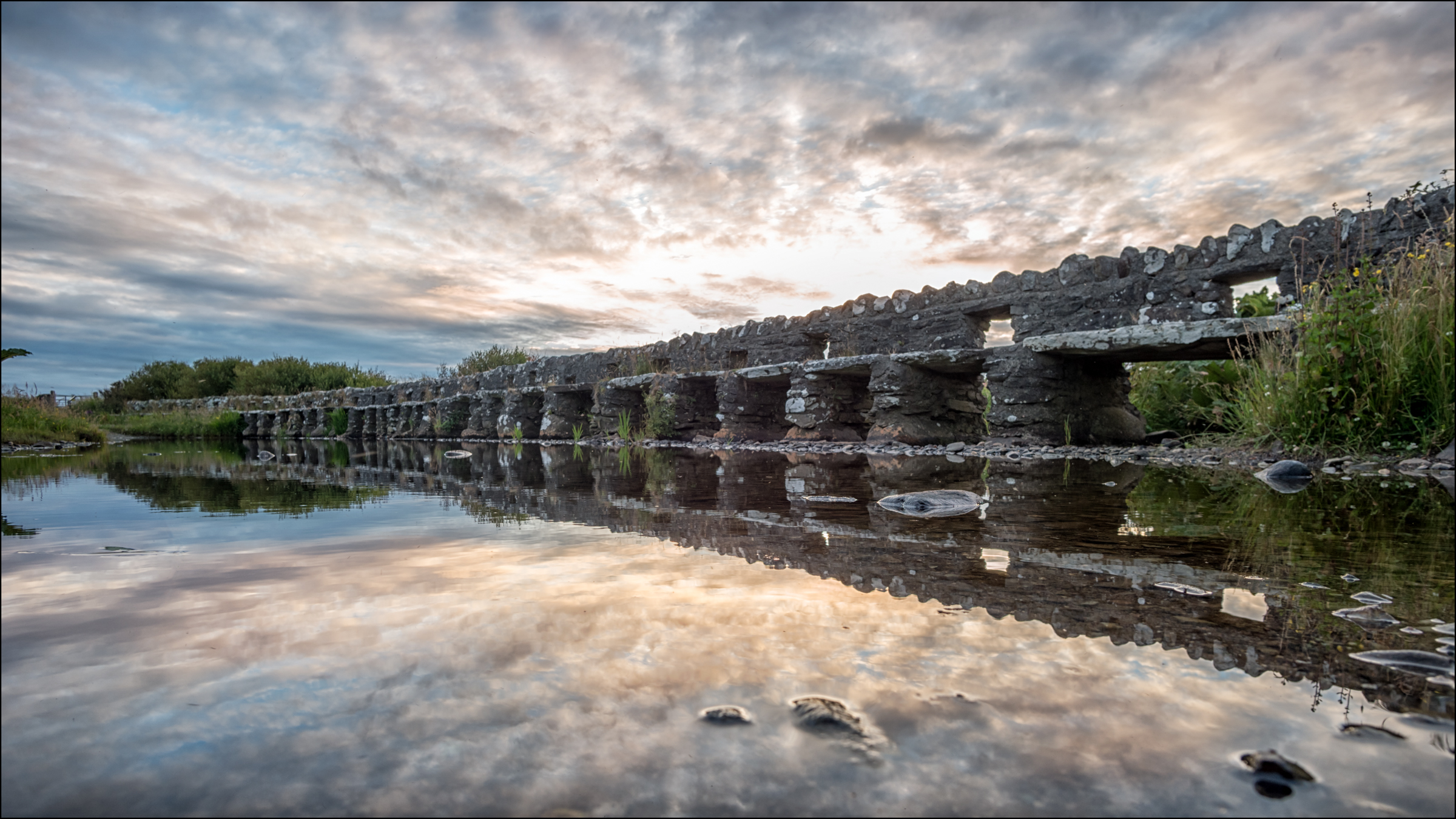
Clapper bridge von Bunlahinch

Die Clapper bridge von Bunlahinch liegt etwa zehn Kilometer westlich von Louisburgh im County Mayo in Irland. Der Name Bunlahinch (irisch Bun na hinse) bedeutet Grund der Flusswiese. Die für den Westen Irlands ungewöhnliche Clapper bridge wird in die 1840er Jahre datiert, aber die Konstruktionsform stammt aus prähistorischer Zeit.
Die Fußgängerbrücke über den Bunleemshough River, ist etwa zwei Meter breit und 40 m lang. Die Grundstruktur besteht aus 38 Steinpfeilern, die durch flache Steinplatten überbrückt werden. Die Brücke hat einseitig ein steinernes Geländer. Sie wurde gebaut, um eine breite, aber flache Flusslandschaft zu überqueren. Wahrscheinlich wurde diese Brücke von der irischen Mission, einer protestantischen Gemeinde (Colony), der das Land vom Marquis von Sligo verpachtet wurde, gebaut. Vor Ort wird das Gebiet noch unter dem Namen „The Colony“ geführt.
Weitere irische Clapper bridges befinden sich in Gougane Barra und nahe der Ballybeg Abbey in Buttefant, beide im County Cork.